# 奈良県道211号兵庫柏原線
奈良県道211号兵庫柏原線（ならけんどう211ごう ひょうごかしはらせん）は、奈良県高市郡高取町から御所市に至る一般県道である。

## 概要
高市郡高取町大字車木から御所市大字柏原に至る。
曽我川右岸とJR西日本和歌山線 掖上駅を結ぶ連絡路として機能している。

### 路線データ
- 起点：高市郡高取町大字車木（奈良県道35号橿原高取線交点）
- 終点：御所市大字柏原（奈良県道133号戸毛久米線交点）

## 地理

### 通過する自治体
- 奈良県
  - 高市郡高取町 - 御所市

### 交差する道路
| 交差する道路            | 市町村名 | 市町村名 | 交差する場所 | 交差する場所 |
| ----------------------- | -------- | -------- | ------------ | ------------ |
| 奈良県道35号橿原高取線  | 高市郡   | 高取町   | 大字車木     | 起点         |
| 奈良県道133号戸毛久米線 | 御所市   | 御所市   | 大字柏原     | 終点         |

### 沿線
- JR西日本和歌山線 掖上駅